# Banjengan
Banjengan is een bestuurslaag in het regentschap Banjarnegara van de provincie Midden-Java, Indonesië. Banjengan telt 2120 inwoners (volkstelling 2010).